# NGC 1462
NGC 1462 is een spiraalvormig sterrenstelsel in het sterrenbeeld Stier. Het hemelobject werd op 13 september 1864 ontdekt door de Duitse astronoom Albert Marth.

## Synoniemen
- PGC 13945
- MCG 1-10-10
- ZWG 417.7